# (594) Mireille
(594) Mireille – planetoida z pasa głównego asteroid okrążająca Słońce w ciągu 4 lat i 98 dni w średniej odległości 2,63 j.a. Została odkryta 27 marca 1906 roku w Landessternwarte Heidelberg-Königstuhl w Heidelbergu przez Maksa Wolfa. Nazwa planetoidy pochodzi od tytułowej bohaterki opery Mireille Charles’a Gounoda. Przed nadaniem nazwy planetoida nosiła oznaczenie tymczasowe (594) 1906 TW.